# Marv Pontkalleg
Marv Pontkalleg (La Mort de Pontcallec) est une gwerz traditionnelle, présente notamment dans le Barzaz Breiz, recueil de chants traditionnels bretons collectés au XIXe siècle par Théodore Hersart de la Villemarqué, dans le pays de Cornouaille (chant XLVI).
La mort du marquis de Pontcallec, à la suite d'une conspiration visant le royaume, est un fait parfaitement authentique, narrée dans le Barzaz Breiz de Hersart De La Villemarqué, cette version fait l'apologie de la noblesse militante et vaillante de son pays, qui s'oppose à la bourgeoisie.
Cette chanson fait partie des « classiques » de la musique bretonne avec nombre d'interprétations connues : Gilles Servat, Tri Yann, Alan Stivell…

## Contenu
Cette gwerz raconte l'histoire du marquis de Pontcallec (1679-1720), décapité sur la place du Bouffay à Nantes en 1720 en tant que chef d'une conjuration bretonne contre la France. Son exécution fait suite à l'échec d'une conspiration dont les revendications portaient à la fois sur l'indépendance de la Bretagne et sur des thèmes pré-révolutionnaires.

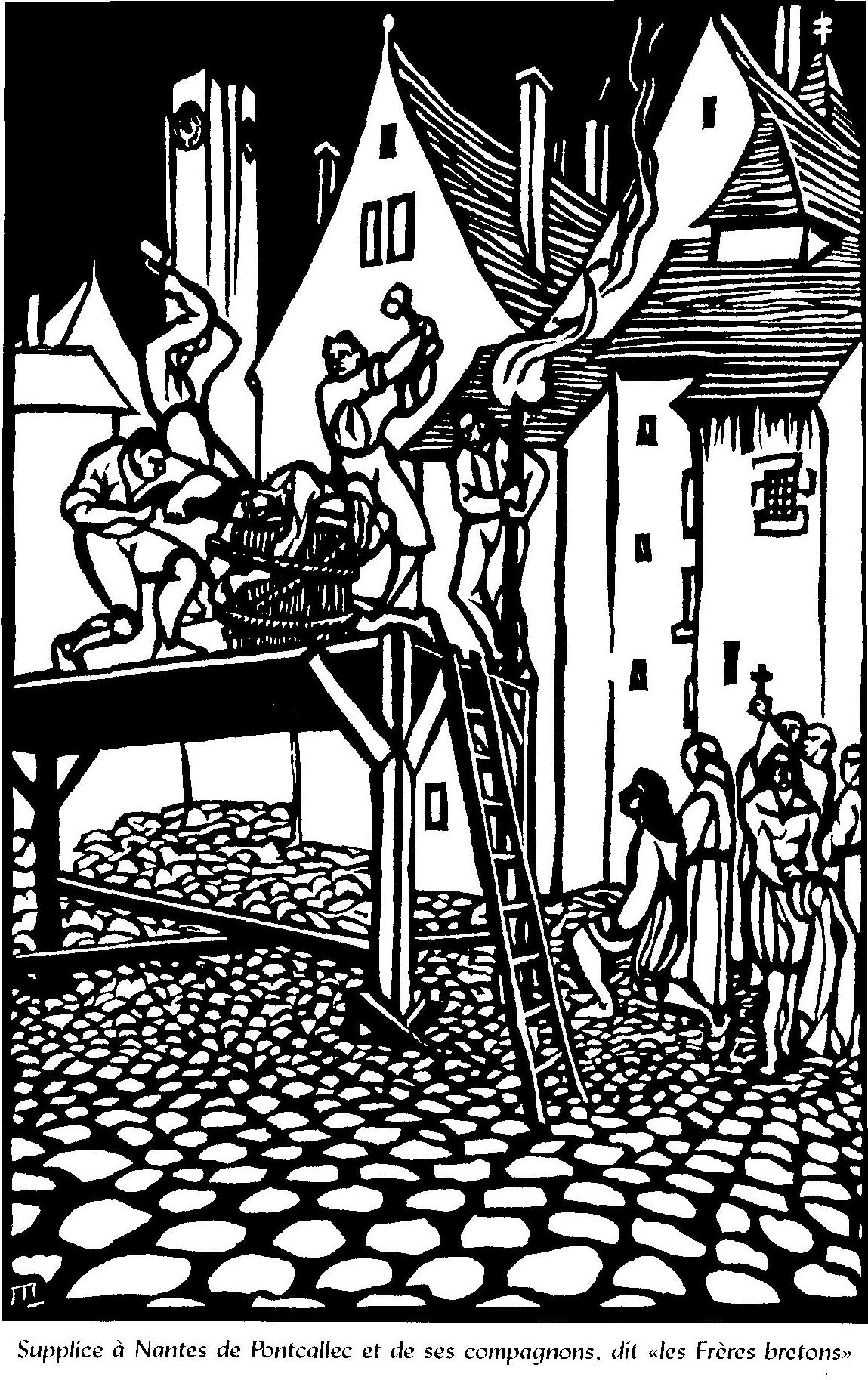
Supplice à Nantes de Pontcallec et ses compagnons par Jeanne Malivel.

Dans la version du Barzaz Breiz, le motif revenant de manière récurrente « Traitour, ah ! Mallozh dit 'ta » fait référence à la trahison qui conduit le marquis sur l'échafaud de Nantes (Toi qui l'as trahi, sois donc maudit !), lui qui est mort pour son pays et qui était l'ami des Bretons mais non pas des bourgeois.
Le chant populaire présente le marquis comme le défenseur des pauvres opprimés : « il est mort, chers pauvres, celui qui vous nourrissait, qui vous vêtissait, qui vous soutenait... » En fait, les historiens le présentent comme un gentilhomme âpre au gain et franchement détesté par ses paysans qu’il exploite sans scrupule pour subvenir à ses besoins d’oisif. Alors que la légende lui donne 21 ans, l'Histoire lui donne quarante ans et situe le château de Pontcallec entre Guémené-sur-Scorff et Le Faouët (Morbihan).
Le chant est divisé en quatre parties :
- la première partie introduit le récit et raconte l'attachement du peuple à son jeune marquis.
- la seconde raconte la dénonciation dont fut l'objet Pontcallec.
- la partie suivante narre l'arrestation du marquis, son voyage jusqu'à Nantes, son jugement.
- la dernière partie décrit la tristesse de la population à l’annonce de la mort du héros via la réaction du recteur de la paroisse de Berné dont dépend le château de Pontcallec.

Cette gwerz a été reprise notamment par le groupe Tri Yann.

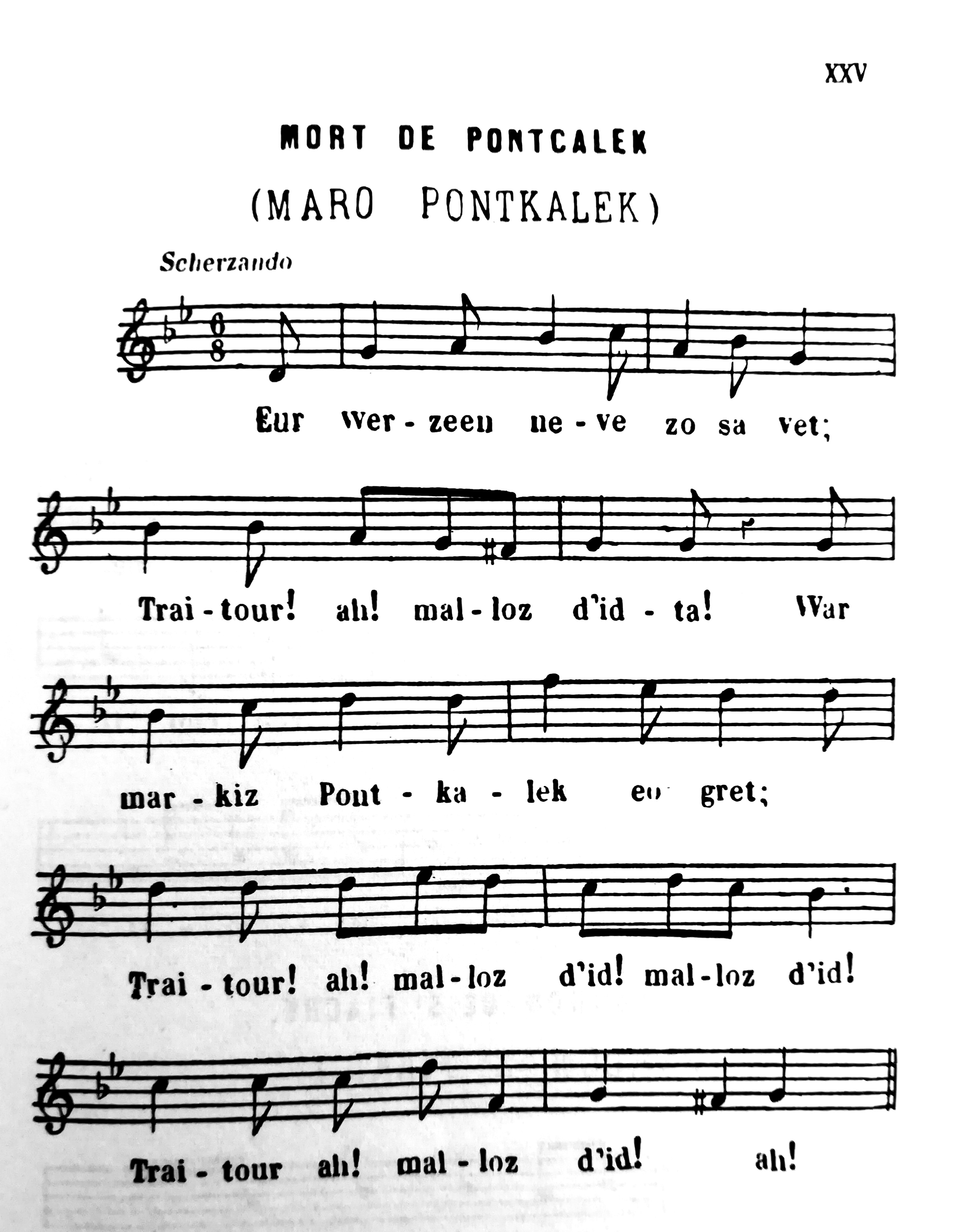
Maro Pontkalek - Barzaz Breiz ed.1867 (Libre de droit)

## Interprétations
La gwerz a servi de support au film Que la fête commence de Bertrand Tavernier en 1974. Elle a été interprétée par nombre de chanteurs bretons.
- Éliane Pronost est la première à l'enregistrer sur disque chez Mouez Breiz.
- Alan Stivell la joue à la harpe celtique sur son premier disque Telenn geltiek : Harpe celtique sorti chez Mouez Breiz, puis sur l'album Renaissance de la harpe celtique[8],[9].
- Le groupe Tri Yann chante la complainte sur leur album Dix ans, dix filles en 1973.
- Gweltaz Ar Fur l'a également reprise dans les années 1970 pour la faire connaitre à la jeunesse.
- La chanteuse Andrea Ar Gouilh (qu'Alan Stivell accompagna à la harpe) l'enregistre sur l'album Gwerzioù ha sonioù ar bobl.
- En 1992, le groupe Barzaz enregistre sur l'album An den kozh dall la version recueillie par Claudine Mazéas auprès de Mme Juget (originaire de Kermascléden, près du château de Pontcallec).
- Gilles Servat l'a refait connaitre en 1994 sur son album A-raok mont kuit.
- En 1999, le guitariste jazz Jacques Pellen et sa "Celtic procession" (Kristen Noguès, Gildas Boclé…) l'on enregistré en live au festival Tombées de la nuit à Rennes (Pont Kalek).
- Le groupe Glaz intègre les paroles sur une musique pop celtique en 1996 sur l'album Holen ar Bed[10].
- Le groupe nantais Daonet l'a reprise avec son énergie rock. Le groupe a conservé 4 strophes et en a ajouté 2 à la fin pour ancrer cette histoire dans le présent (ici fut assassiné un marquis à l'endroit où danse la jeunesse) et se projeter dans l'avenir (afin que son combat perdure)[11].

### Partitions musicales
- Yvon Le Quellec, Gwerz marv Pontkallek, Éditions Harposphère, autour du thème traditionnel et des variations de Roger Abjean. Arrangée pour harpe celtique. (1) Écoutez en ligne, (2) Écoutez en ligne
- Denise Megevand, 12 Pièces pour harpe celtique ou grand harpe, Variations sur des thèmes bretons et Œuvres originales.  Version à la harpe en ligne
- Alan Stivell, Renaissance de la harpe celtique,  (ISBN 9788882917494). Écoutez la version de l'artiste en ligne
- Breizh Partition, Gwerz Maro Pontkalleg,  pour deux cornemeuses écossaises. Gratuit en ligne
- Théodore Hersart, vicomte de La Villemarqué, Barzaz Breiz